# Municipio de Lester (Iowa)
El municipio de Lester (en inglés: Lester Township) es uno de los diecisiete municipios ubicados en el condado de Black Hawk en el estado estadounidense de Iowa. En el año 2000 el municipio tenía una población de 1504 habitantes y una densidad poblacional de 16,2 personas por km². En su territorio se encuentra una ciudad, Dunkerton.

## Geografía
El municipio de Lester se encuentra ubicado en las coordenadas 42°35′38″N 92°08′21″O / 42.59389, -92.13917.